# زافيالوفو (ألطاي كراي)
زافيالوفو (بالروسية: Завьялово) هي مدينة في مقاطعة ألطاي كراي في روسيا. يبلغ عدد سكانها حوالي 7194 نسمة.